# Раздольненская волость
Раздольненская волость — часть Никольск-Уссурийского уезда. Центр волости — село Раздольное.

## География

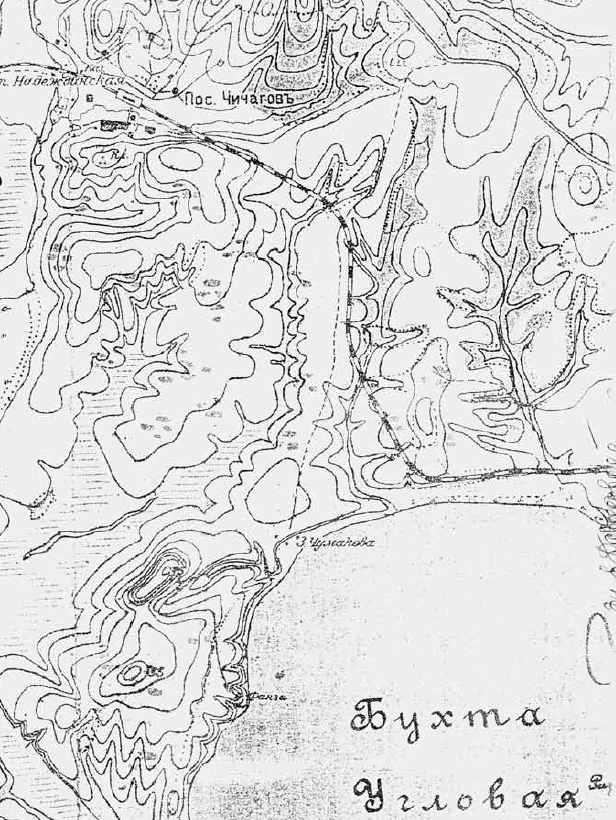
Железнодорожная станция Надеждинская (начало XX века)

По площади Раздольненская волость значительно превосходила нынешние границы Надеждинского района, распространяясь далеко по правобережью реки Раздольной, захватывая Занадворовку, Барабаш и многие другие сёла теперешнего Хасанского района и часть Артёмовского городского округа.

## История
На 1884 год волость состояла из 15 селений, четыре находились от 9 до 21 версты, два селения от 26 до 33 вёрст, четыре — от 50 до 65 и пять деревень — от 68 до 77 вёрст до Раздольного.
Численность крестьянского населения Раздольненской волости составила к 1902 году 1328 человек. Образовались селения старожилов: Раздольное, Городечное, Кедровские хутора (Оленевод), Тереховка, Нежино, Кипарисово.
Всё крестьянское население Раздольненской волости в 1912 году составляло 4556 человек.